# قلعه فوروواتاری

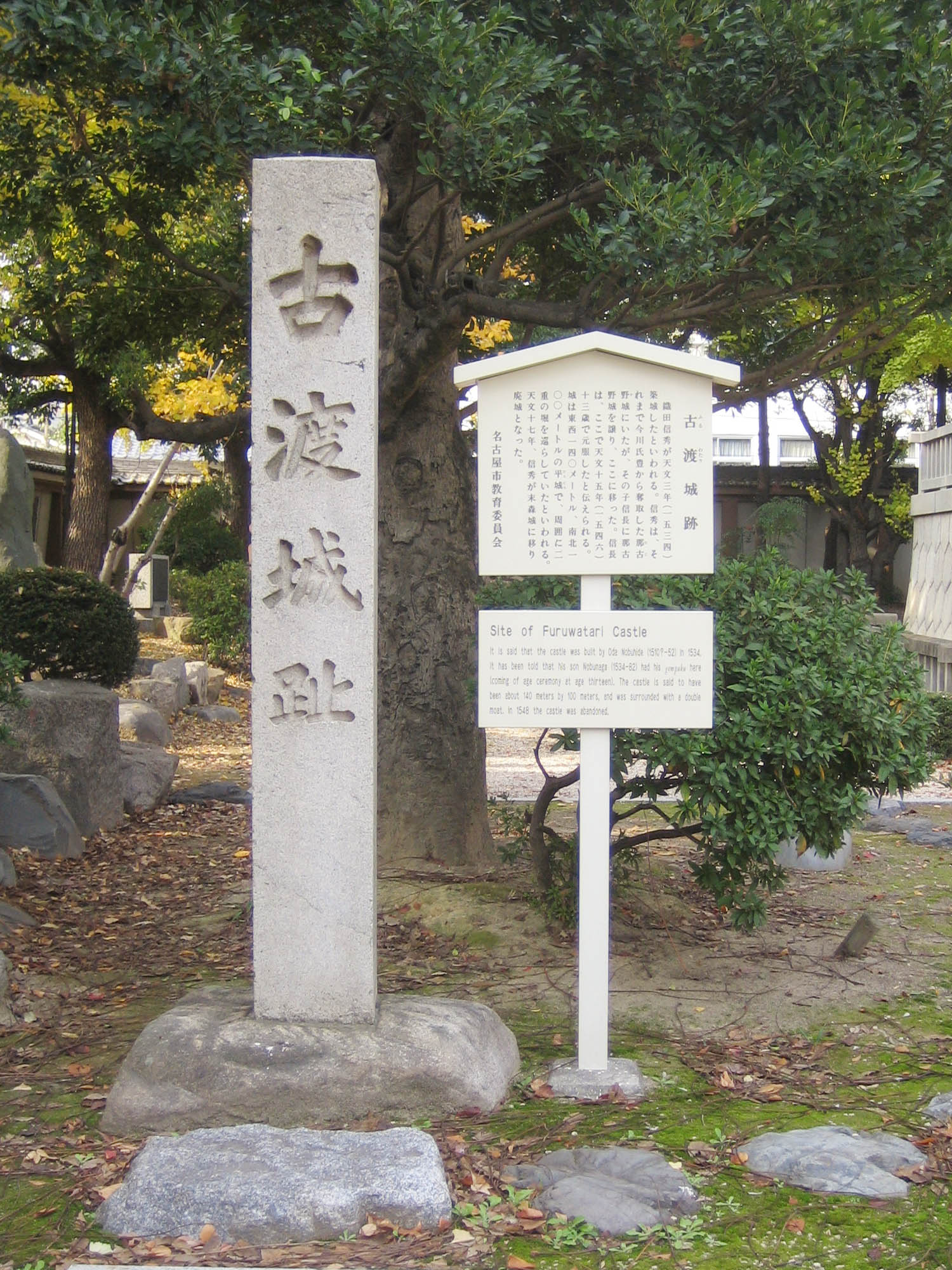
سنگ یادبود قلعه فوروواتاری در محلی که قلعه واقع شده بود.

قلعه فوروواتاری (به ژاپنی: 古渡城 Furuwatari-jō) یک قلعه ژاپنی بود که در ولایت اواری، (امروزه در استان آیچی، حومه شهر ناگویا) واقع شده بود. این قلعه در سال ۱۵۳۴ میلادی توسط اودا نوبوهیده (۱۵۰۸–۱۵۴۹) ساخته شد.